# Привольное (Михайловский район)
В Амурской области в Тамбовском районе тоже есть село Привольное
Приво́льное — село в Михайловском районе Амурской области, Россия.
Входит в Дубовской сельсовет.

## География
Село Привольное расположено к северо-востоку от районного центра Поярково.
Автомобильная дорога к селу Привольное идёт на восток от административного центра Дубовского сельсовета села Дубовое, расстояние — 10 км.
Расстояние до Поярково (на юг по автодороге областного значения Поярково — Завитинск) — 35 км.

## Население
| 2002 | 2010 | 2012 | 2013 | 2014 | 2015 | 2016 |
| ---- | ---- | ---- | ---- | ---- | ---- | ---- |
| 68   | ↘66  | ↘65  | ↘63  | ↘61  | ↘57  | ↘56  |
| 2017 | 2018 |      |      |      |      |      |
| →56  | ↘50  |      |      |      |      |      |

## Инфраструктура
Сельскохозяйственные предприятия Михайловского района.